# Mike Pigg
Mike Pigg (1963) es un deportista estadounidense que compitió en triatlón.
Ganó una medalla de bronce en el Campeonato Mundial de Triatlón de 1991 y una medalla de plata en el Campeonato Mundial de Ironman de 1988. Además obtuvo tres medallas en el Campeonato Mundial de Xterra Triatlón entre los años 1996 y 2000.

## Palmarés internacional
| Campeonato Mundial | Campeonato Mundial     | Campeonato Mundial | Campeonato Mundial |
| Año                | Lugar                  | Medalla            | Prueba             |
| ------------------ | ---------------------- | ------------------ | ------------------ |
| 1991               | Gold Coast (Australia) | Medalla de bronce  | Individual         |

| Campeonato Mundial | Campeonato Mundial     | Campeonato Mundial | Campeonato Mundial |
| Año                | Lugar                  | Medalla            | Prueba             |
| ------------------ | ---------------------- | ------------------ | ------------------ |
| 1988               | Hawái (Estados Unidos) | Medalla de plata   | Individual         |

| Campeonato Mundial | Campeonato Mundial    | Campeonato Mundial | Campeonato Mundial |
| Año                | Lugar                 | Medalla            | Prueba             |
| ------------------ | --------------------- | ------------------ | ------------------ |
| 1996               | Maui (Estados Unidos) | Medalla de plata   | Individual         |
| 1997               | Maui (Estados Unidos) | Medalla de oro     | Individual         |
| 2000               | Maui (Estados Unidos) | Medalla de bronce  | Individual         |